# Nmap
nmap, «Network Mapper» (укр. енме́п) — безкоштовне відкрите програмне забезпечення для дослідження та аудиту безпеки мереж та виявлення активних мережевих сервісів. З часу публікації в 1997 став стандартом в галузі інформаційної безпеки. Автор програми, Гордон Ліон, відоміший як Fyodor, після релізу версії 5.0 назвав його найбільшим розвитком застосунку починаючи з 1997 року, відколи початковий код програми був вперше оприлюднений в журналі Phrack. 
Nmap використовує безліч різних методів сканування, таких як UDP, TCP (connect), TCP SYN (напіввідкрите), FTP-proxy (прорив через ftp), Reverse-ident, ICMP (ping), FIN, ACK, Xmas tree, SYN- і NULL-сканування.  Nmap також підтримує великий набір додаткових можливостей, а саме:
- визначення операційної системи віддаленого хоста з використанням відбитків стека TCP/IP;
- «невидиме» сканування;
- динамічне обчислення часу затримки та повтор передачі пакетів;
- паралельне сканування;
- визначення неактивних хостів методом паралельного ping-опитування;
- сканування з використанням помилкових хостів;
- визначення наявності пакетних фільтрів;
- пряме (без використання portmapper) RPC-сканування;
- сканування з використанням IP-фрагментації;
- довільна вказівка IP-адрес і номерів портів сканованих мереж;
- можливість написання довільних сценаріїв (скриптів) на мові програмування Lua.

Існують графічні інтерфейси, що спрощують виконання завдань сканування: 
- Nmap Front End (Qt)
- zenmap (GTK, Linux)